# Mauzolej Gale Placidije
Mauzolej Galle Placidije je vrlo važan bizantski mauzolej u Ravenni, Italija. Jedna je od osam građevina u Ravenni koje su upisane na Popis svjetske baštine 1996. godine. Kao što su UNESCO-ovi stručnjaci objasnili, "to je najraniji i najsačuvaniji od svih spomeničkih mozaika, a istovremeno umjetnički najsavršeniji".
Građena od 425. – 430. god., građevina je dizajnirana u obliku grčkog križa s kupolom potpuno obloženom mozaicima koji predstavljaju osmoricu apostola i simboličke figure golubica koje piju iz posude. Ostala četvorica apostola predstavljena su na svodu suprotnog kraka; iznad vrata je prikaz Isusa Krista kao Dobrog Pastira, mladog, golobradog, s lepršavom kosom, i okružen ovcama; na suprotnoj strani nalazi se lik koji se interpretira kao prikaz sv. Lovre. Tanke, prozirne kamene ploče propuštaju svjetlost u građevinu kroz prozore.
Građevina (bivši oratorij veće crkve Svetog Križa) sadrži tri sarkofaga; najveći pripada Galli Placidiji, čije je balzamirano tijelo postavljeno u sjedeći položaj, odjevena u carski ogrtač; godine 1577. sadržaj sarkofaga slučajno je izgorio. Sarkofag nadesno se pripisuje car Valentinijanu III. ili bratu Galle Placidije, caru Honoriju. Lijevi sarkofag pripisuje se suprugu Galle Placidije, caru Konstanciju III.
- Tlocrt Mauzoleja Galle Placidije
- Unutrašnjost mauzoleja
- Mozaik Dobrog pastira
- Stropni mozaik u mauzoleju
- Detalj mozaika s golubicama na izvoru
- Sveti Lovre

## Vanjske poveznice
- Mauzolej Galle Placidije